# Eleven Men in Flight FC
Der Eleven Men in Flight Football Club  (auch XI Men in Flight FC) ist ein Fußballverein aus Siteki, Eswatini. 

## Geschichte
Der Verein wurde im Jahr 1977 gegründet. Die größten Erfolge gelangen der Mannschaft in den 1990er Jahren, als sie 1994 und 1996 die Swazi Premier League gewann. In den Jahren 1993 und 2001 konnte der Verein auch den Swazi Cup gewinnen. Nach dem letzten Erfolg wurde es ruhiger um den Verein; später musste er in die Swazi Second Division absteigen.
Durch ihre Erfolge qualifizierte sich die Mannschaft mehrmals für die afrikanischen Fußballwettbewerbe, wo sie aber in der zweiten Spielrunde scheiterte.

## Erfolge
- Premier League (2): 1994, 1996
- Swazi Cup (2): 1993, 2001
- Swazi Charity Cup (1): 1996
- Swazi Trade Fair Cup (3): 1993, 1996, 2001

## Stadion
Der Verein trägt seine Heimspiele im Mhlume Stadium in Siteki aus.

## Statistik in den CAF-Wettbewerben
| Wettbewerb                          | Runde         | Gegner              | Hinspiel | Rückspiel            |  |
| ----------------------------------- | ------------- | ------------------- | -------- | -------------------- |  |
|                                     |               |                     |          |                      |  |
| African Cup Winners’ Cup 1994       | Qualifikation | Township Rollers FC | 3:1 (H)  | 1:2 (A)              |  |
|                                     | 1. Runde      | Power Dynamos       | *        | *                    |  |
|                                     | 2. Runde      | Malindi Sport Club  | 0:1 (A)  | 0:1 (H)              |  |
| African Cup of Champions Clubs 1995 | Qualifikation | Lobatse CS Gunners  | 2:2 (H)  | 2:2 (A) / n. E.: 4:2 |  |
|                                     | 1. Runde      | Orlando Pirates     | 0:3 (H)  | 0:2 (A)              |  |
| CAF Cup 1996                        | Qualifikation | Blue Waters FC      | 4:2 (H)  | 1:3 (A)              |  |
| African Cup Winners’ Cup 1997       | Qualifikation | MP Tigers Windhoek  | 1:1 (A)  | 0:0 (H)              |  |
|                                     | 1. Runde      | Jomo Cosmos         | 0:3 (H)  | 0:3 (A)              |  |

- 1994: Der sambische Verein Power Dynamos FC wurde disqualifiziert.